# XY 모형
통계역학에서 XY 모형(XY模型, 영어: XY model) 또는 고전 회전자 모형(영어: classical rotor model)은 주기적인 스칼라 보손을 나타내는 격자 모형이다. 코스털리츠-사울리스 전이(-轉移, 영어: Kosterlitz–Thouless transition)를 비롯한 여러 흥미로운 현상을 보인다.

## 정의
{\displaystyle D}차원의 격자 {\displaystyle \Lambda }위의 XY 모형은 다음과 같은 자유도 및 해밀토니언으로 정의되는 통계역학 모형이다.
- 각 격자점 {\displaystyle i\in \Lambda }에 대하여, 자유도는 각도 {\displaystyle \theta _{i}\in \operatorname {U} (1)\}}이다.
- 해밀토니언은 다음과 같다. 여기서 {\displaystyle J} 및 {\displaystyle h_{i}}는 임의의 상수이다. {\displaystyle J}는 스핀, {\displaystyle h_{i}}는 외부 자기장으로 해석할 수 있다.
{\displaystyle H=-J\sum _{\langle ij\rangle }\cos(\theta _{i}-\theta _{j})-\sum _{i}h_{i}\cos \theta _{i}}

위 식에서, {\displaystyle \textstyle \sum _{\langle ij\rangle }}은 격자에서 서로 이웃한 격자점의 쌍에 대한 합을 뜻한다. {\displaystyle J>0}인 경우는 강자성, {\displaystyle J<0}인 경우는 반강자성에 해당한다.

## 성질
XY 모형의 성질은 차원 {\displaystyle D}에 따라 다르다.

### 1차원
외부 자기장이 없을 때, 1차원 XY 모형은 다음과 같이 정확히 풀 수 있다. 편의상 {\displaystyle N+1}개의 격자점 {\displaystyle i=0,1,\dots ,N}이 존재하고, 양끝에는 경계 조건을 부여하지 않는다고 하자. 자유도를 다음과 같은 변수로 나타내자.
{\displaystyle \phi _{i}=\theta _{i}-\theta _{i-1}\qquad (i=1,\dots ,N)}
그렇다면 해밀토니언은
{\displaystyle H=-J\sum _{i=1}^{N}\cos \phi _{i}}
이며, 그 분배 함수는 다음과 같다.
{\displaystyle Z(\beta J)=\left(\int _{0}^{2\pi }\exp(\beta J\cos \phi )\,d\phi \right)^{N}=(2\pi I_{0}(\beta J))^{N}}
여기서 {\displaystyle I_{0}(x)}는 제1종 변형 베셀 함수이다.

### 2차원
2차원 XY 모형은 코스털리츠-사울리스 전이(영어: Kosterlitz–Thouless transition)라는 상전이를 보인다. 높은 온도에서는 스핀의 기댓값은 0이며, 스핀의 상관 함수는 긴 거리에서 지수적으로 0으로 수렴한다.
{\displaystyle \lim _{\beta \to 0}\langle \exp(i\theta )\rangle _{\beta }=0}
{\displaystyle \langle \exp(i\theta _{i}-\theta _{j})\rangle _{\beta }\sim \exp(-c(\beta )|i-j|)\qquad (\beta \ll 1)}
여기서 {\displaystyle c(\beta )}는 온도에 의존하는 상수이다.
머민-바그너 정리로 인하여 2차원에는 자발 대칭 깨짐이 부재하므로, 절대 영도에서도 스핀의 기댓값은 0이다. 그러나 스핀의 상관 함수는 낮은 온도에서 지수 법칙 대신 거듭제곱 법칙을 따른다.
{\displaystyle \langle \exp(i\theta )\rangle _{\beta =\infty }=0}
{\displaystyle \langle \exp(i(\theta _{i}-\theta _{j}))\rangle _{\beta }\sim |i+j|^{-\eta (\beta )}}
여기서 {\displaystyle \eta (\beta )} 역시 온도에 의존하는 상수이다.
코스털리츠-사울리스 전이는 스핀의 상관 함수가 지수 법칙에서 거듭제곱 법칙으로 바뀌는 현상이다. 이는 높은 온도에서는 소용돌이(영어: vortex)와 반소용돌이(영어: antivortex)가 자유롭게 존재할 수 있지만, 낮은 온도에서는 이들이 오직 소용돌이-반소용돌이 쌍으로서만 존재할 수 있기 때문이다. 코스털리츠-사울리스 임계 온도에서는 소용돌이들이 이와 같이 속박된다.
2차원 XY 모형의 저에너지 극한은 자유 주기 보손의 2차원 등각 장론이다.

### 3차원
3차원 XY 모형은 자유 아벨 게이지 이론의 격자화로 해석할 수 있다. 3차원에서 게이지장 {\displaystyle F_{ij}}는 한 개의 자유도를 가지며, 구체적으로 이는 쌍대화
{\displaystyle 4\pi g^{2}\partial _{i}\theta =\epsilon _{ijk}F_{jk}}
를 통해 나타낼 수 있다. 이렇게 정의한 스칼라장 {\displaystyle \theta }는 게이지 변환에 의하여 주기적이며, 따라서 XY 모형의 각도로 해석할 수 있다.
낮은 온도에서는 U(1) 게이지 대칭의 자발 대칭 깨짐으로 인하여, 스핀이 기댓값을 갖는다.
{\displaystyle \langle \exp(i\theta )\rangle _{\beta }\neq 0\qquad (\beta \gg 1)}
따라서 가능한 바닥 상태들의 집합은 원 모양이다.
높은 온도에서는 게이지 대칭이 회복된다. 즉, 스핀의 기댓값은 0이며, 상관 함수는 지수적으로 감소한다.
{\displaystyle \lim _{\beta \to 0}\langle \exp(i\theta )\rangle _{\beta }=0}
{\displaystyle \langle \exp(i(\theta _{i}-\theta _{j}))\rangle _{\beta }\sim \exp(-c(\beta )|i-j|)\qquad (\beta \ll 1)}
이 두 상 사이에서는 어떤 임계 온도 {\displaystyle T_{\text{c}}}에서 상전이(자발 대칭 깨짐)가 발상한다.
3차원에서도 상전이는 솔리톤과 관계있다. 고온 상에서는 여차원이 1인 소용돌이가 발생하며, 주기 스칼라장 {\displaystyle \theta }는 소용돌이 둘레에 자명하지 않은 모노드로미를 갖는다. 반면, 저온 상에서는 소용돌이가 억제된다.

## 참고 문헌
- Mattis, D.C. (1984). “Transfer matrix in plane-rotator model”. 《Physics Letters A》 (영어) 104. Bibcode:1984PhLA..104..357M. doi:10.1016/0375-9601(84)90816-8.
- Fröhlich, J.; Spencer, T. (1981). “The Kosterlitz–Thouless transition in two-dimensional abelian spin systems and the Coulomb gas”. 《Communications in Mathematical Physics》 (영어) 81 (4): 527–602. Bibcode:1981CMaPh..81..527F. doi:10.1007/bf01208273.
- Aizenman, M.; Simon, B. (1980). “A comparison of plane rotor and Ising models”. 《Physics Letters A》 (영어) 76. Bibcode:1980PhLA...76..281A. doi:10.1016/0375-9601(80)90493-4.

## 같이 보기
- 이징 모형
- 포츠 모형
- 슈윙거 모형